# Ulota perbreviseta
Ulota perbreviseta là một loài rêu trong họ Orthotrichaceae. Loài này được Dixon & Sakurai mô tả khoa học đầu tiên năm 1935.